# Xonox

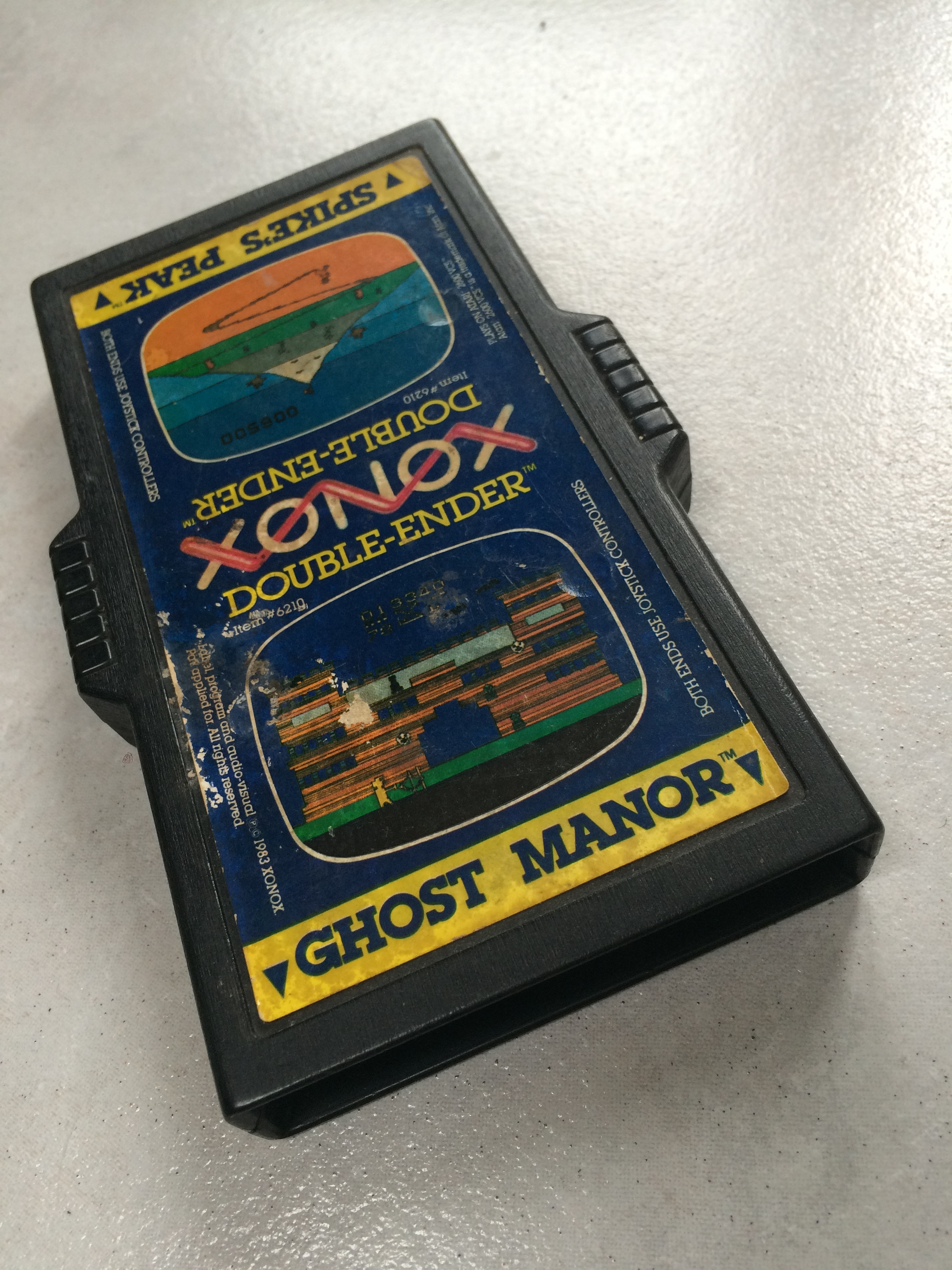
Una delle cartucce Double-Ender per Atari 2600

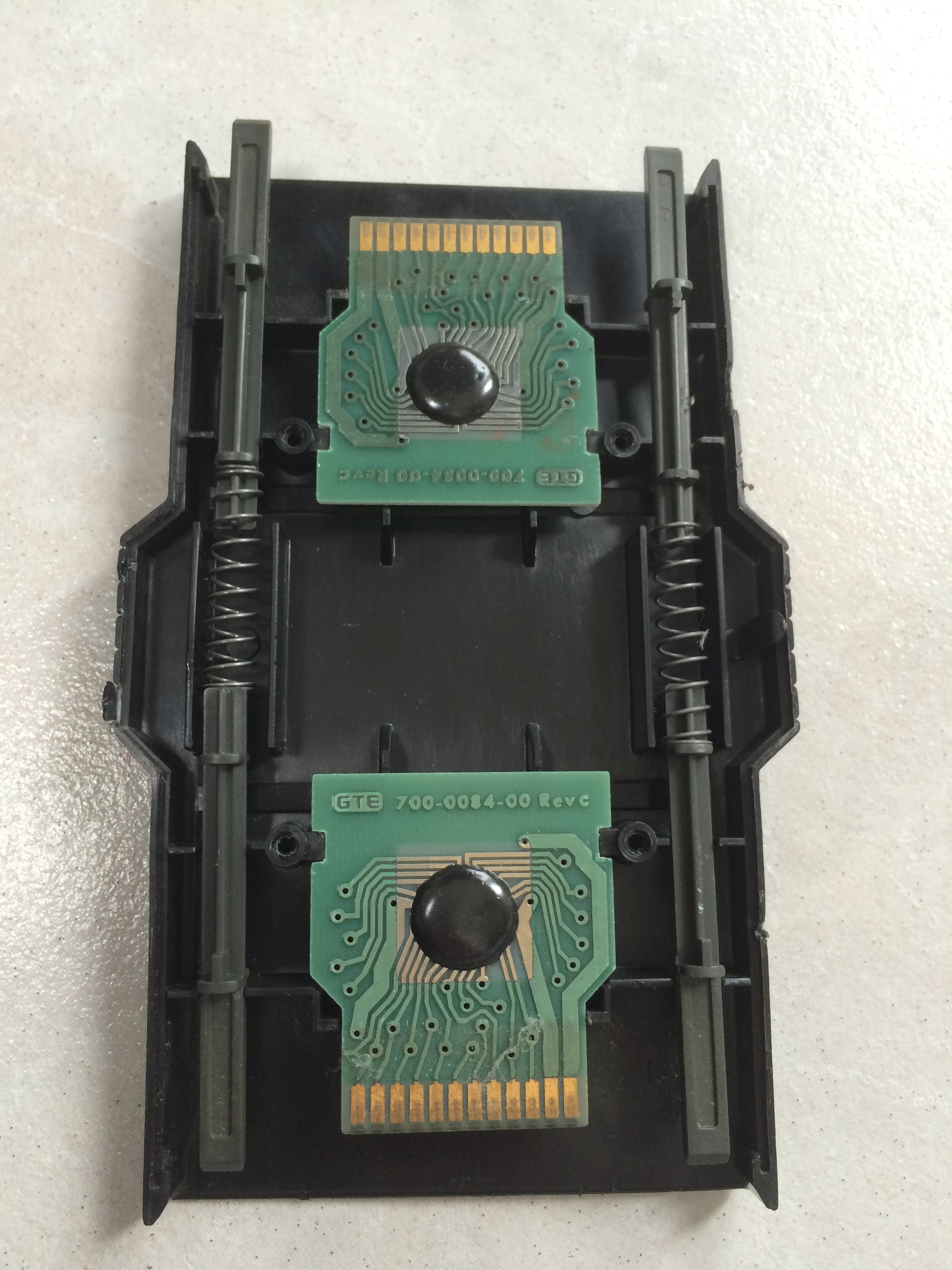
L'interno di una delle cartucce Double-Ender per Atari 2600

La Xonox era un'azienda produttrice di videogiochi statunitense, una divisione della casa discografica canadese K-tel. Fu attiva nel 1983-1984 come sviluppatrice e editrice di giochi per console Atari 2600 e ColecoVision e per computer Commodore VIC-20 e Commodore 64. 
Fu attiva soprattutto nel settore, allora molto ampio, dei videogiochi su cartuccia, ed è ricordata in particolare per le cartucce Double-Ender, che racchiudono una doppia circuiteria: a seconda dell'estremità inserita si esegue uno di due giochi indipendenti. Ciò consentiva un risparmio sui costi del materiale e prezzi vantaggiosi per gli utenti.

## Storia
La K-Tel International Inc., allora nota in Nordamerica soprattutto per gli album musicali di raccolte, entrò nel mercato del software videoludico formando la divisione Xonox.
Nonostante il mercato fosse già sovraccarico e ci fossero anche produttori ben consolidati in difficoltà (crisi dei videogiochi del 1983), l'azienda confidava nel proprio sistema di distribuzione già stabilito per i prodotti musicali.
I portavoce della K-Tel ritenevano che la tipologia di consumatori e il ciclo vita del prodotto fossero simili a quelli della discografia. I progetti dell'azienda erano di realizzare pochi prodotti, ma di qualità e a diffusione internazionale, e di spendere circa 2 milioni di dollari in promozione per ogni gioco pubblicato.
La Xonox aveva la sede principale a Hopkins (Minnesota), e un'altra sede che agiva come distributrice per il Canada a Winnipeg (dove anche la K-tel ha sede centrale). Come indirizzo dell'ufficio vendite statunitense veniva dato quello della K-Tel International nella vicina Minnetonka.
Per lo sviluppo la Xonox lavorava con studi esterni, piuttosto che con singoli autori. I collaboratori erano sparsi per gli Stati Uniti d'America. Prima però si realizzavano internamente la sceneggiatura e lo storyboard in base a un'idea di gioco. Le idee venivano anche collaudate confrontandosi con ragazzini potenziali giocatori.
L'obiettivo della Xonox non era di essere all'avanguardia sul mercato, ma di seguire rapidamente le ultime tendenze dei consumatori.
Le copie dei giochi venivano prodotte direttamente dall'azienda, per le piattaforme Atari 2600, ColecoVision, VIC-20 e Commodore 64. Fu dichiarata l'intenzione di dare in licenza ad altre aziende la produzione di conversioni per ulteriori piattaforme come l'Apple II o l'Atari 8-bit, ma probabilmente l'unico gioco arrivato su un'altra piattaforma è It's Only Rock 'n' Roll per ZX Spectrum.
Fin dall'inizio il punto di forza della Xonox intendeva essere le cartucce Double-Ender (lett. "a doppia estremità"), che contengono due giochi da 8 kB completamente distinti, situati ai lati opposti della cartuccia. Venivano vendute all'incirca allo stesso prezzo di una tipica cartuccia a gioco singolo, ovvero indicativamente 24,95$ negli USA (in Italia il prezzo era 79.000 lire nel 1984). Secondo la Xonox, i giochi sarebbero stati comunque abbastanza buoni anche per essere venduti singolarmente.
Internamente alla cartuccia, i giochi sono realizzati su due schede distinte, con connettori su ciascun lato della cartuccia, che va inserita nell'altro verso per cambiare gioco. Probabilmente sarebbero stati reperibili anche componenti elettronici più avanzati per avere un'unica scheda interna da 16 kB contenente entrambi i giochi, ma si preferì il doppio connettore, perché in tal modo è più direttamente visibile la caratteristica del gioco doppio.
I possibili abbinamenti dei due giochi si basavano su ricerche di mercato e su suggerimenti dei potenziali clienti, cercando di offrire due titoli con una certa varietà, ma adatti alla stessa fascia di utenti.
Il nome "Xonox" non aveva alcun particolare significato, ma fu scelto perché palindromo e leggibile anche capovolto (se scritto in maiuscolo), e ricorda la bidirezionalità delle cartucce Double-Ender.
Sebbene a volte Xonox sia considerata la prima azienda a proporre cartucce doppie, in realtà venne preceduta dalla Playaround, che aveva prodotto edizioni a doppio lato dei giochi erotici della Mystique.
Il primo prodotto pubblicato dalla Xonox fu la Double-Ender con i giochi Ghost Manor e Spike's Peak. Negli Stati Uniti ci fu una campagna di pubblicità televisive a supporto dei primi titoli, con inizio previsto verso la fine dell'estate 1983.
Inizialmente le pubblicazioni furono tutte in formato Double-Ender, ma verso la fine si passò a produrre normali cartucce a gioco singolo, perlopiù ripubblicando autonomamente gli stessi giochi già usciti in coppie. Gran parte dei giochi uscirono in diverse combinazioni.
Molti giochi furono prodotti anche in formato PAL per la pubblicazione internazionale.
Le cartucce Double-Ender per computer VIC-20 sono di forma quadrata anziché allungata.
Nel caso del computer Commodore 64 non furono prodotte cartucce, ma i giochi erano su floppy disk. Anche questi vennero commercializzati con il marchio Double-Ender, ma si tratta semplicemente di confezioni contenenti due dischi distinti per i due giochi.
Nel complesso la libreria di giochi non fu numerosa. Le edizioni conosciute della Xonox terminarono già nel 1984.
La strategia delle doppie cartucce generò molte vendite all'epoca, ma infine potrebbe aver contribuito alla crisi dei videogiochi che ci fu in quegli anni in Nordamerica.
Il problema del formato doppio (mai affermatosi neanche successivamente) può essere che mettere insieme due giochi poco validi non ne fa uno molto valido, e secondo alcuni pareri gran parte dei giochi della Xonox non erano buoni. Molti titoli d'altra parte furono apprezzati da altri critici.
Il vero problema potrebbe essere che, anche quando i giochi presi singolarmente sono buoni, il formato doppio può dare l'impressione ai consumatori che valgano di meno, proprio perché offerti puntando alla quantità. Inoltre già all'epoca altri editori proponevano offerte di più cartucce a gioco singolo, anche 4 al prezzo di 1, che davano al consumatore lo stesso tipo di vantaggio delle Double-Ender, senza bisogno di essere riunite in cartuccia unica.
Alcune edizioni originali dei giochi Xonox sono divenute rarità nel collezionismo, specialmente quelle a gioco singolo.

## Videogiochi
Elenco probabilmente esaustivo dei giochi pubblicati da Xonox nel 1983-1984.
I giochi per Atari 2600, ColecoVision e VIC-20 uscirono su cartuccia, quelli per Commodore 64 uscirono su disco.
Edizioni singole
- Artillery Duel (Atari, CV, VIC-20) - unico non originale, conversione di un gioco per Bally Astrocade
- Chuck Norris Superkicks (Atari, CV, VIC-20) - in licenza sul marzialista Chuck Norris; altre edizioni prive della licenza sono intitolate Super Kung-Fu o Kung Fu Superkicks
- Ghost Manor (Atari, VIC-20)
- It's Only Rock 'n' Roll (CV)
- Motocross Racer (Atari, CV)
- Robin Hood (Atari, CV)
- Sir Lancelot (Atari, CV)
- Slurpy (CV)
- Spike's Peak (Atari, VIC-20)
- Tomarc the Barbarian (Atari, CV) - originariamente doveva essere in licenza sul cartone animato Thundarr il barbaro,[2][1] ma quando l'accordo sulla licenza saltò si inventò un altro nome per il personaggio[10]
- Word Feud (CV)

Double-Ender
- Artillery Duel / Ghost Manor (Atari)
- Artillery Duel / Chuck Norris Superkicks (CV, VIC-20)
- Artillery Duel / Super Kung-Fu (Atari)
- Chuck Norris Superkicks / Artillery Duel (Atari, C64)
- Chuck Norris Superkicks / Ghost Manor (Atari)
- Chuck Norris Superkicks / Spike's Peak (Atari)
- Ghost Manor / Spike's Peak (C64, VIC-20)
- Motocross Racer / Tomarc the Barbarian (Atari, CV, C64, VIC-20)
- Robin Hood / Sir Lancelot (Atari, CV, C64, VIC-20)
- Spike's Peak / Artillery Duel (Atari)
- Spike's Peak / Ghost Manor (Atari)
- Super Kung-Fu / Robin Hood (Atari)